# 웨이퍼 (음식)

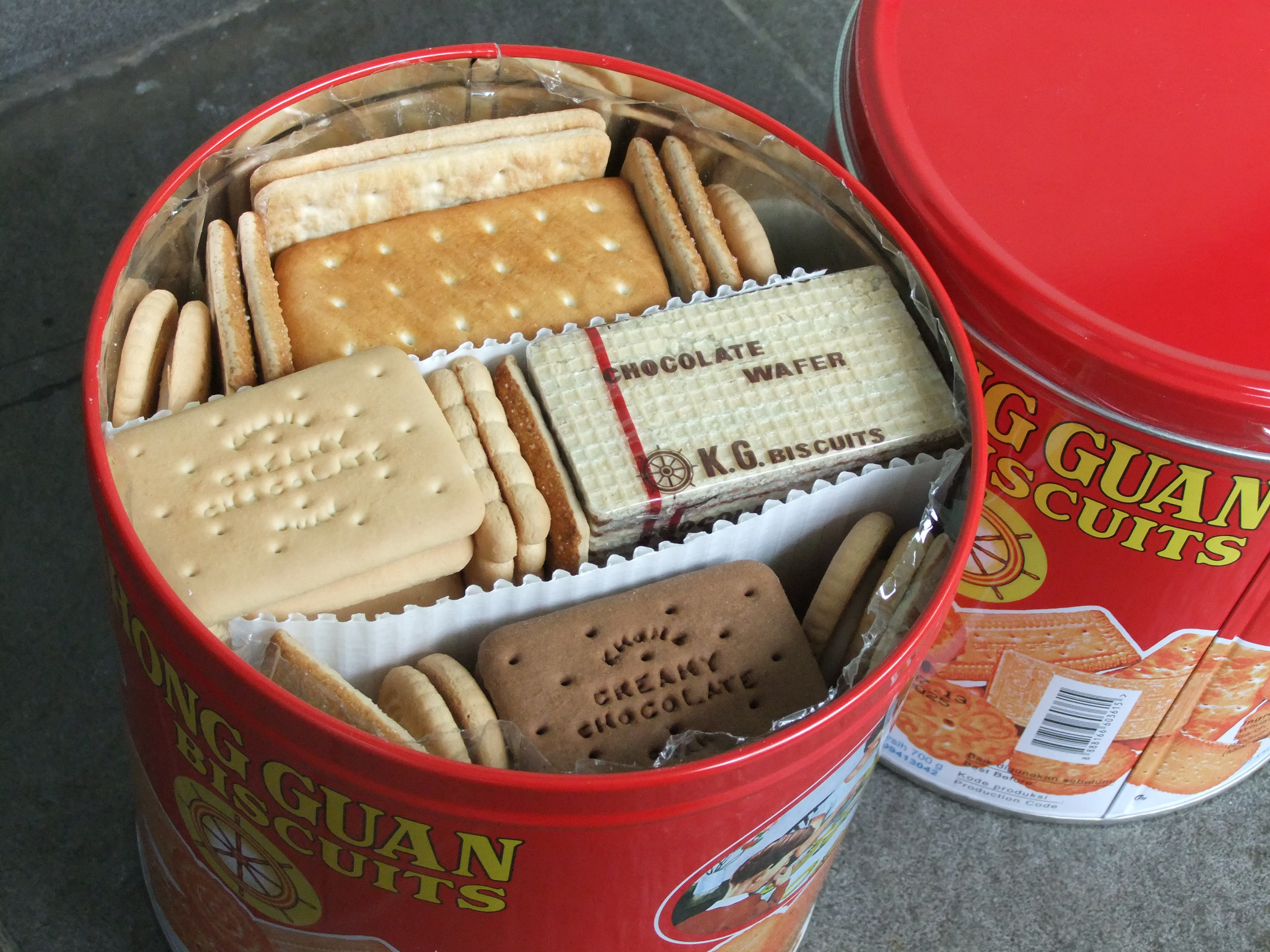

웨이퍼(영어: wafer)는 바삭바삭하고, 종류에 따라 달달하고 얇고 평평하고 가벼운 양과자이다. 아이스크림을 데코레이션하거나 일부 단 음식의 가니시, 혹은 데코레이션 역할을 위해 사용되기도 한다. 웨이퍼는 사이에 크림을 끼워 과자 형태로 만들 수도 있다. 이것들은 표면에 와플 패턴을 보이지만 제조사에 따라 패턴이 없거나 제조사가 정해놓은 패턴을 사용하는 경우도 있다. 킷캣, 커피 크리스프 등의 일부 초콜릿 바들은 초콜릿이 안에 들어간 웨이퍼이다.
웨이퍼 과자들이 웨하스(일본어: ウエハース)라 불리기도 한다.

## 같이 보기
- 와플
- 추로(Churros)